# Покорн, Ялен
Ялен Покорн (словен. Jalen Pokorn; 7 июня 1979, Крань, СФРЮ) — словенский футболист, защитник.

## Клубная карьера
Свою футбольную карьеру Ялен начал в 1998 году в клубе из своего родного города «Триглав», за который отыграл один сезон. В 1999 году Покорн перешёл в «Олимпию» из Любляны, за которую выступал на протяжении пяти сезонов и дважды выигрывал Кубок Словении — в 2000 и 2003 годах. В 2004 году игрок перебрался в Израиль в «Хапоэль» из Нацрат-Иллита. Отыграв один сезон за израильский клуб Ялен переходит в грозненский «Терек» за 250 тысяч евро. В «Тереке» словенец провёл два сезона и сыграл 25 матчей. В 2007 году Ялен перешёл в литовский «Атлантас», за который отыграл один сезон и вернулся обратно в Словению в клуб «Домжале». За «Домжале» Покорн провёл 15 матчей и стал чемпионом Словении в 2008 году. В том же году перешёл в «Целе», за который отыграл один сезон. 15 июля 2009 вернулся в «Олимпию». В июле 2010 на правах свободного агента перешёл в «Триглав», где начинал свою карьеру.

## Международная карьера
В сборной Словении дебютировал 18 августа 2004 года в товарищеском матче со сборной Сербии и Черногории. Всего за сборную провёл 12 матчей.
| Матчи и голы Покорна за сборную Словении | Матчи и голы Покорна за сборную Словении | Матчи и голы Покорна за сборную Словении | Матчи и голы Покорна за сборную Словении | Матчи и голы Покорна за сборную Словении | Матчи и голы Покорна за сборную Словении        |
| №                                        | Дата                                     | Оппонент                                 | Счёт                                     | Голы Покорна                             | Соревнование                                    |
| ---------------------------------------- | ---------------------------------------- | ---------------------------------------- | ---------------------------------------- | ---------------------------------------- | ----------------------------------------------- |
| 1                                        | 18 августа 2004                          | Сербия и Черногория                      | 1:1                                      | -                                        | Товарищеский матч                               |
| 2                                        | 4 сентября 2004                          | Молдова                                  | 3:0                                      | −                                        | Отборочный матч чемпионата мира по футболу 2006 |
| 3                                        | 8 сентября 2004                          | Шотландия                                | 0:0                                      | −                                        | Отборочный матч чемпионата мира по футболу 2006 |
| 4                                        | 9 октября 2004                           | Италия                                   | 1:0                                      | −                                        | Отборочный матч чемпионата мира по футболу 2006 |
| 5                                        | 13 октября 2004                          | Норвегия                                 | 0:3                                      | −                                        | Отборочный матч чемпионата мира по футболу 2006 |
| 6                                        | 17 октября 2008                          | Словакия                                 | 0:0                                      | −                                        | Товарищеский матч                               |
| 7                                        | 9 февраля 2005                           | Чехия                                    | 0:3                                      | -                                        | Товарищеский матч                               |
| 8                                        | 26 марта 2005                            | Германия                                 | 0:1                                      | −                                        | Товарищеский матч                               |
| 9                                        | 30 марта 2005                            | Беларусь                                 | 1:1                                      | −                                        | Отборочный матч чемпионата мира по футболу 2006 |
| 10                                       | 4 июня 2005                              | Беларусь                                 | 1:1                                      | −                                        | Отборочный матч чемпионата мира по футболу 2006 |
| 11                                       | 17 августа 2005                          | Уэльс                                    | 0:0                                      | -                                        | Товарищеский матч                               |
| 12                                       | 8 октября 2005                           | Италия                                   | 0:1                                      | -                                        | Отборочный матч чемпионата мира по футболу 2006 |

Итого: 12 матчей / 0 голов; 2 победы, 6 ничьих, 4 поражения.

## Достижения
«Олимпия»
- Обладатель Кубка Словении (2): 2000, 2003

«Домжале»
- Чемпион Словении (1): 2007/08